# دهستان یالغوزآغاج
دهستان یالغوزآغاج نام دهستانی در بخش سریش‌آباد شهرستان قروه، استان کردستان در ایران است. براساس سرشماری مرکز آمار ایران در سال ۱۳۹۵، جمعیت آن ۳۵۰۳ نفر (۱۰۹۰ خانوار) بوده‌است.